# Aivodum
Aivodum (Ayi-vodun) são os vodus da terra, considerados de extrema importância na mitologia fon, por controlarem a fertilidade da terra, as doenças, a duração da vida e, enfim, a própria morte. O chefe dos aivoduns é Sapatá (ou Sakpata), o Rei do Mundo, senhor da terra e da varíola. Sua família é numerosa, e seu culto bastante disseminado entre os eués-fons, da mesma forma que o culto a Aizã (ou Ayizan)  (também um dos aivoduns), Dan e Dambê. Aparentemente, os aivoduns são os que tem mais iniciados dentro do culto vodum.